# Therion
Therion (gr. θηρίον – bestia) – szwedzki zespół muzyczny założony w 1987 r. przez Christofera Johnssona. Zespół zadebiutował w 1991 r. albumem Of Darkness... należącym do gatunku death metal. Późniejsze dokonania łączą w sobie elementy muzyki poważnej, w tym opery, z szeroko pojętym nurtem metalowym. Od wydania albumu Theli (1996) ich muzykę klasyfikuje się jako symfoniczny metal z wpływami heavy metalu i progresywnego rocka.
Inspiracją dla nazwy zespołu stał się album To Mega Therion zespołu Celtic Frost. Teksty utworów nawiązują najczęściej do tematów mitologicznych; autorem większości tekstów jest obecnie Thomas Karlsson, założyciel Dragon Rouge (organizacji zajmującej się praktykowaniem magii). Utwory pisane są w językach – angielskim, szwedzkim, rosyjskim, niemieckim, francuskim, akadyjskim, łacińskim, hebrajskim, egipskim, starogreckim oraz enochiańskim. Zespół dwukrotnie zmieniał swoją nazwę: przed rokiem 1988 istniał jako Blitzkrieg, następnie jako Megatherion.

## Muzycy
Źródło.
| - Christofer Johnsson – gitara, instrumenty klawiszowe (od 1988), śpiew (1988–2006) - Nalle Påhlsson – gitara basowa (od 2008) - Johan Koleberg – perkusja (od 2008) - Thomas Vikström – śpiew, flet (od 2009) - Christian Vidal – gitara (od 2010) - Erik Gustafsson – gitara basowa (1988–1991) - Oskar Forss – perkusja (1988–1992) - Peter Hansson – gitara, instrumenty klawiszowe (1988–1993) - Matti Kärki – śpiew (1989) - Andreas „Wallan” Wahl – gitara basowa (1993–1994) - Piotr „Docent” Wawrzeniuk – perkusja, śpiew (1993–1996) - Magnus Barthelson – gitara (1993–1994) - Fredrik Isaksson – gitara basowa (1994–1995) - Tommy Eriksson – perkusja (1994), gitara (1997–1998) - Lars Rosenberg – gitara basowa (1995–1996) - Jonas Mellberg – gitara, instrumenty klawiszowe (1995–1996) - Kimberly Goss – instrumenty klawiszowe, śpiew (1996–1997) - Sarah Jezebel Deva – śpiew (1997–2002) - Sami Karppinen – perkusja (1998–2001) - Wolf Simon – perkusja (1998–1999) - Johan Niemann – gitara basowa (1999–2008) - Kristian Niemann – gitara (1999–2008) - Richard Evensand – perkusja (2001–2004) - Petter Karlsson – perkusja (2004–2008) - Lori Lewis – śpiew (2011–2014) | - Tobias Sidegård – gitara, śpiew (1996–1997) - Linnéa Vikström – śpiew (od 2011) - Chiara Malvestiti – śpiew (od 2015) - Kim Blomkvist – gitara basowa (1998) - Cinthia Acosta Vera – śpiew (1998) - Martina Astner – śpiew (1998–1999) - Risto Hämäläinen – śpiew (2000–2006) - Petra Aho – śpiew (2001) - Johanna Mårlöv (zmarła) – śpiew (2001, 2004–2006) - Jari-Petri Heino – śpiew (2001) - Anders Engberg – śpiew (2001) - Suvi Virtanen – śpiew (2001, 2004–2006) - Maria Ottoson – śpiew (2001) - Jari-Petri Heino – śpiew(2004–2006) - Mats Levén – gitara, śpiew (2004–2007) - Karin Fjellander – śpiew (2004–2006) - Katarina Lilja – śpiew (2006–2007, 2008–2011) - Snowy Shaw – śpiew (2006–2010, 2010–2012, 2013, 2016) - Thomas Vikström – gitara (2007–2009), śpiew (2007–2009) - Ferdy Doernberg – instrumenty klawiszowe (2007) - Messiah Marcolin – śpiew (2007) - Lori Lewis – śpiew (2007–2011) - Magnus Barthelson – gitara (2008) - Waldemar Sorychta – gitara basowa (2010–2011) - Thess – śpiew (2011) - Stefan Jernståhl – instrumenty klawiszowe (2012) - Sami Karppinen – perkusja (2014) - Sandra Laureano – śpiew (2014–2015) - Emmie Asplund Eriksson – śpiew (2015) - Isa Garcia – śpiew (2015) |

## Historia zespołu

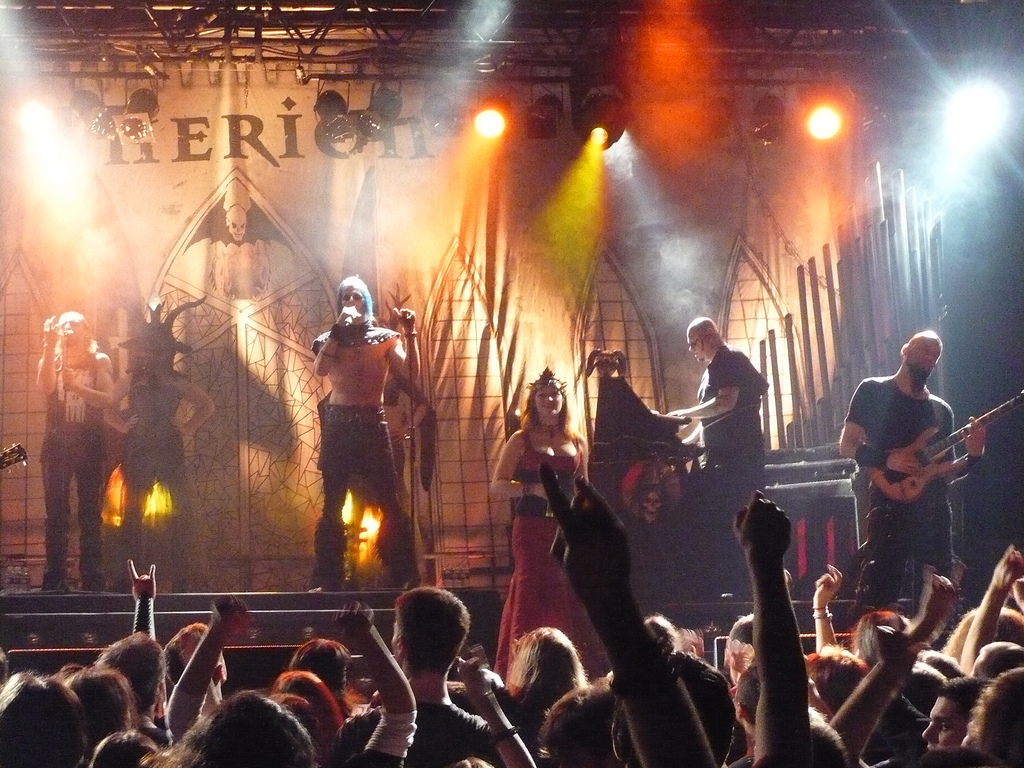
Therion podczas koncertu

### Początki: Blitzkrieg i Megatherion (1987–1989)
Początek istnienia grupy datuje się na rok 1987. Wówczas to w Upplands Väsby, mieście położonym obok Sztokholmu (Szwecja) powstał zespół o nazwie Blitzkrieg. Obok założyciela Christofera Johnssona (pierwotnie jako basista i wokalista), zespół liczył dwóch członków – gitarzystę Petera Hanssona oraz perkusistę Oskara Forssa. Johnsson i Hansson spotkali się wcześniej w kilku innych grupach muzycznych, natomiast Forss był szkolnym przyjacielem Johnssona.
W muzyce Blitzkrieg wyraźnym echem odbijał się wpływ takich zespołów jak Metallica czy Slayer, natomiast brzmienie zbliżone było do zespołów Venom i Motörhead. Przed rozpadem, który miał miejsce w roku 1989, grupa wykonała dwa koncerty (na każdym było mniej niż 100 ludzi), nie wydała jednak jakiegokolwiek dema, ani tym bardziej albumu. Do dziś zachowała się jedynie część nagrań. Utwór „Fight Fire With Fire'”, cover piosenki zespołu Metallica, dostępny jest na oficjalnej stronie internetowej Theriona, natomiast dwa inne utwory, „Rockn' Roll Jam” i „Scared to Death (Excerpt)”, znajdują się na płycie Bells of Doom.
W tym samym roku Johnsson wraz z Hanssonem zreaktywowali zespół. W zespole zaszło wiele zmian – grupa zmieniła swoją nazwę na Megatherion, styl muzyki na death metal, zaś ich główną inspiracją stała się szwajcarska grupa Celtic Frost. Niedługo potem do zespołu powrócił Forss. Johnsson postanowił być gitarzystą i wokalistą, brakowało tylko gitarzysty basowego, którym został Erik Gustafsson z deathmetalowego zespołu Dismember. Skompletowana w ten sposób grupa zmieniła swoją nazwę na Therion.

### Debiutanckie nagrania oraz pierwszy kontrakt (1989–1993)
W 1989 r. wraz z nową obsadą, zespół wydał na kasetach magnetofonowych dwa deathmetalowe dema Paroxysmal Holocaust i Beyond the Darkest Veils of Inner Wickedness. Rok później powstała pierwsza płyta EP, będąca demem, Time Shall Tell.
Po wydaniu trzech dem, zespół podpisał kontrakt z wytwórnią Deaf Records. Rezultatem tej umowy stał się pierwszy studyjny album Theriona – Of Darkness... wydany w roku 1991. Płytę charakteryzowało progresywne deathmetalowe brzmienie oraz dosadne, polityczne teksty piosenek.
Kontrakt z Deaf Records obejmował jedynie jeden album, ponadto relacje między wytwórnią a zespołem były napięte. Z tych powodów grupa zmieniła wytwórnię na Active Records. Erik Gustafsson zmuszony był powrócić do swojego ojczystego kraju (USA); skład grupy liczył trzech pierwotnych członków. W 1992 r. zespół wydał swój drugi album – Beyond Sanctorum. Głównym motywem przewodnim tekstów piosenek był okultyzm; rodzaj muzyki określić można jako eksperymentalny death metal. Zbierając bardzo dobre noty recenzentów, album szybko zdobył dużą popularność. Therion rozpoczął swoje pierwsze koncerty, które odbywały się głównie w środkowej Europie. Po wydaniu Beyond Sanctorum, zespół muzyczny borykał się z kilkoma problemami. Oskar Forss z powodu oczekiwania na narodziny swojego drugiego dziecka opuścił skład. Hansson postąpił tak samo; przyczyną były problemy zdrowotne. Koncerty odbywały się w zmienionym składzie. Nowym perkusistą został Piotr Wawrzeniuk, który występował wcześniej wraz z Johnssonem w zespole Carbonized; gitarzystę zastąpił Magnus Barthelsson; basistę Andreas Wahl.

### Muzyczna metamorfoza (1993–1996)

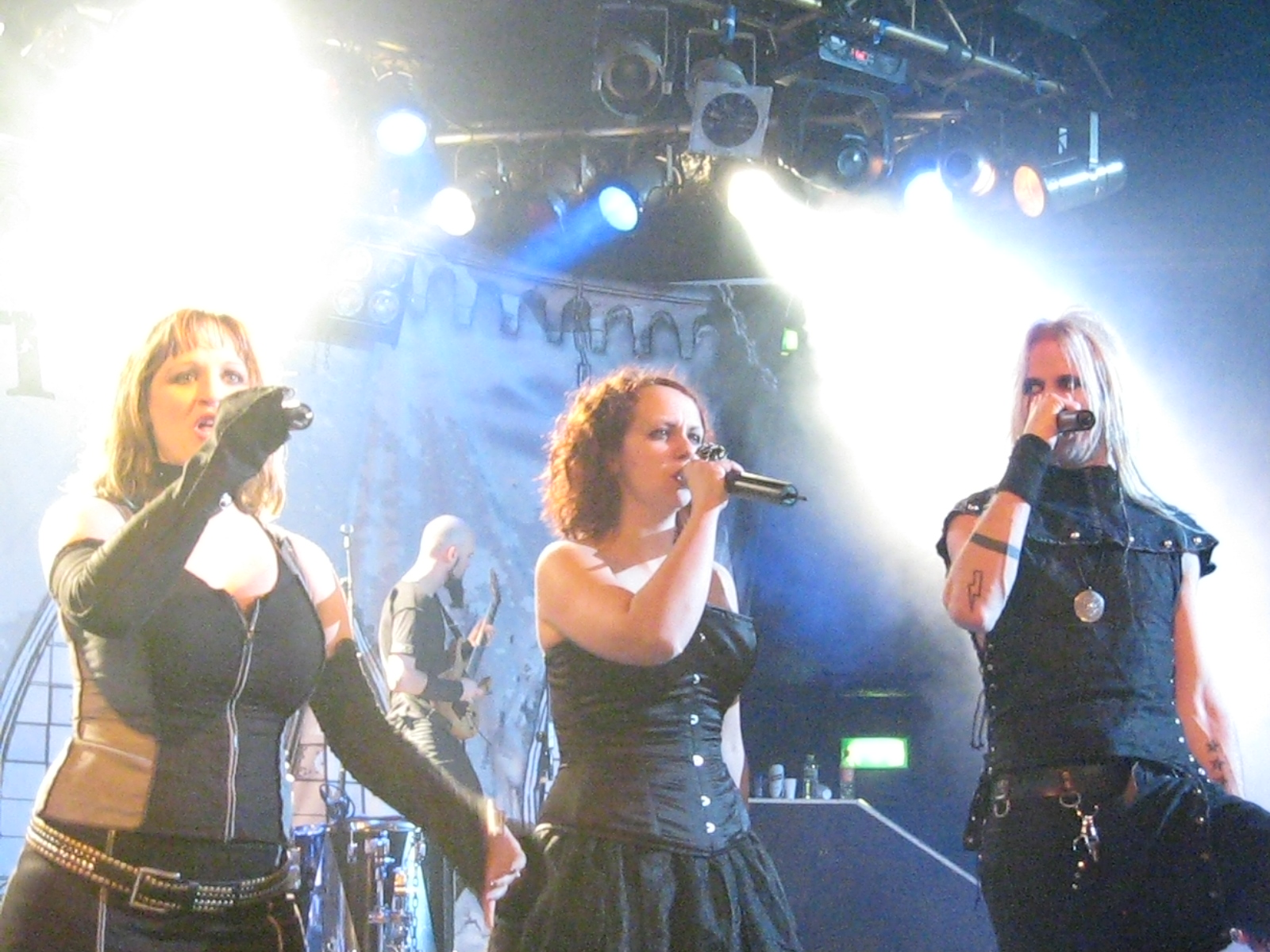
Therion podczas koncertu

Odmieniony skład zapoczątkował nowy okres w dziejach grupy i w 1993 r. zaowocował wydaniem kolejnego albumu – Symphony Masses: Ho Drakon Ho Megas. Jest to najbardziej eksperymentalny spośród wszystkich albumów Theriona – tradycyjne deathmetalowe brzmienie współgra z elementami jazzu, muzyką industrialną, poważną, perską i arabską, heavy metalem lat 80. XX w., a nawet chórem. Po premierze firma Active Records postanowiła zredukować swoją działalność i zaprzestała wydawania nowych płyt. Z tego powodu zespół zmienił swojego wydawcę na Megarock Records.
Pomimo sporego sukcesu i wielu fanów, zespół borykał się z problemami finansowymi. Przyczyniło się to do opuszczenia grupy przez Barthelsona i Wahla. Nowym basistą został Fredrik Isaksson. Po kilkumiesięcznej przerwie, do zespołu napłynęła oferta od wydawcy Nuclear Blast. Znakomite stosunki z Megarock Records sprawiły, że obecny wydawca zgodził się na zerwanie kontraktu bez jakichkolwiek roszczeń, co w świecie muzycznych kontraktów zdarza się niezwykle rzadko. Therion znalazł się pod szyldem Nuclear Blast począwszy od 1994 r.
Lepaca Kliffoth, pierwszy album pod przewodnictwem nowego wydawnictwa wydany został w 1995 r. Promował go, pierwszy w historii grupy singel The Beauty in Black, który sprzedał się w rekordowej ilości, 35 000 egzemplarzy. I tym razem zespół nie bał się eksperymentować – na płycie obok metalu słychać chóry sopranów i basów-barytonów, a także więcej melodii i instrumentów klawiszowych. Fredrik Isaksson, dotychczasowy basista, z powodu osobistych problemów i braku zrozumienia z Piotrem opuścił zespół. Zastąpił go Lars Rosenberg z deathmetalowej grupy Entombed.
Christofer nie zamierzał rezygnować z eksperymentów. Aby zrealizować swoją muzyczną wizję, potrzebował większego budżetu, dwóch chórów, lepszego studia nagraniowego i dużo więcej czasu w studiu. Markus Steiger, szefem Nuclear Blas, po negocjacjach zgodził się na warunki Chrisa, dzięki czemu lider Theriona mógł swobodnie realizować swoje zamiary. Przed rozpoczęciem nagrań do zespołu dołączył jeszcze Jonas Mellberg z Entombed.

### Kierunek: symfoniczny metal (1996–2004)
Nagrany w roku 1996 w Hamburgu album Theli był wydarzeniem przełomowym zarówno dla zespołu, jak i jego fanów. Tym razem symfoniczno-metalowa symbioza niemal całkowicie wyparła deathmetalowe korzenie Theriona. To przede wszystkim utwór To Mega Therion, znajdujący się na trackliście Theli miał decydujący wpływ na sukces albumu. Na płycie, prócz Johnssona i Wawrzeniuka, słychać głosy dwóch chórów. Gościnnie głosu użyczył Dan Swanö. Warto dodać, że z powodu fatalnej pomyłki kilka pierwszych wydań Theli zawierało kolędy nagrane przez niemiecki chór. Feralne egzemplarze zostały wcześnie wykryte i bezpłatnie wymienione, dziś stanowią nie lada gratkę dla kolekcjonerów i fanów Theriona. Po nagraniach do płyty Theli, Mellberg i Rosenberg mieli problemy z alkoholem. Jonas bezpowrotnie opuścił studio.
Po ogromnym i niespodziewanym sukcesie, zespół koncertował z fińskim zespołem Amorphis. Z powodu braku odpowiednich funduszy, zamiast chóru wynajęto amatorskich śpiewaków. Wawrzeniuk, z powodu studiów, nie mógł występować na żywo. Zastąpił go Tommy Eriksson z zespołu Shadowseed. Tobias Sidegard został nowym gitarzystą zespołu, natomiast Kimberly Goss instrumentalistką i wokalistką. Trasa koncertowa osiągnęła spory sukces, entuzjazmu nie podzielał jednak sam Christofer, który dosyć krytycznie wyrażał się na temat tego wydarzenia. Rosenberg nadal nie mógł sobie poradzić ze swoim alkoholowym problemem; w następstwie został wyrzucony z grupy przez Johnssona. Na domiar złego, główny sopran zaczął zażywać narkotyki, dzieląc swój los z Larsem.
W planach zespołu była druga trasa, z Wawrzeniukiem jako tenorem i dwoma profesjonalnymi sopranistkami. Koncerty odbyły się w 1997 r., kiedy to Therion obchodził dziesięciolecie istnienia zespołu. W 1997 r. została wydana płyta A’arab Zaraq – Lucid Dreaming. Album zawiera kilka nagrań z sesji nagraniowej dla Theli, kilka coverów, a także ścieżkę dźwiękową do filmu The Golden Embrace.
W roku 1998 wydany został album Vovin. W nagraniu płyty po raz pierwszy wzięła udział prawdziwa orkiestra symfoniczna. Głównymi sopranami były austriacka piosenkarka Martina Hornbacher oraz Sarah Jezebel Deva. Muzyka na albumie była bardziej melodyjna, czystsza, tym samym zdobywając sobie szersze grono słuchaczy. Vovin sprzedał się w dwukrotnie większym nakładzie niż jego poprzednik, Theli.
Therion wraz z zespołem Moonspell rozpoczął intensywną, dwumiesięczną trasę koncertową. Wokalistka Cinthia Acosta Vera śpiewała męskie partie chóralne. Tommy Eriksson pełnił w czasie trasy rolę gitarzysty. Sami Karppinen został wypożyczony na czas koncertów jako perkusista. Po skończonej trasie przyjął ofertę zostania stałym członkiem zespołu, a sam Therion wydał nową płytę zatytułowaną Crowning of Atlantis. Album zawiera m.in. covery utworów Manowar, Loudness, a także kilka utworów koncertowych.
Dzięki kontaktom Karppinena, do zespołu przybyli bracia Niemann – Kristian (gitarzysta) i Johan (basista). Deggial, nowy album, jest jeszcze bardziej symfoniczny, a zarazem trudniejszy w odbiorze od poprzednika. W nagraniu udział wzięła orkiestra symfoniczna, po raz pierwszy w pełnym składzie. W trakcie koncertów promujących płytę, Therion po raz pierwszy występował jako główny zespół. Towarzyszył mu Voivod, Flowing Tears, a także znani piosenkarze, m.in. Anders Engberg.
Christoffer zdecydował się na odważny krok, postanawiając wybudować własne studio nagraniowe. W nowo powstałym budynku nazwanym Mystic Art powstał kolejne nagranie grupy. W zamyśle Johnssona album miał powstać w oparciu o mitologię nordycką. Secret of the Runes, nowa płyta, której liryki bazują na nordyckich światach, pozostaje niezmiennie symfoniczno-metalowa. Kwintesencją Secret of the Runes jest utwór-prolog Ginnungagap.
Wraz z zespołami My Insanity oraz Evergrey, Therion rozpoczął nową trasę koncertową. Po tym wydarzeniu Karppinen zdecydował się na opuszczenie zespołu, by w pełni skoncentrować się na pracy w studio Modern Art jako technik dźwiękowy. Karpinnen wziął odpowiedzialność za znalezienie nowego perkusisty, a był nim Richard Evensand.
W 2001 r. powstał album Bells of Doom dostępny jedynie dla członków płatnego Fan Klubu, obecnie nazwanego Therion Society. Johnsson postanowił stworzyć ową społeczność, by dać możliwość fanom z całego świata bezpośredniego kontaktu z zespołem, udział w forum, na którym członkowie zespołu są aktywni, dostęp do plików muzycznych i teledysków, a także innych korzyści. Bells of Doom zawiera nagrania z roku 1987, z czasów gdy zespół występował pod nazwą Blitzkrieg, utwory z dem oraz niepublikowane wcześniej piosenki.
W 2002 r. na piętnastolecie zespołu wydany został dwupłytowy, pierwszy studyjny album na żywo, zatytułowany Live in Midgård.

### Lemuria \ Sirius B (2004–2005)

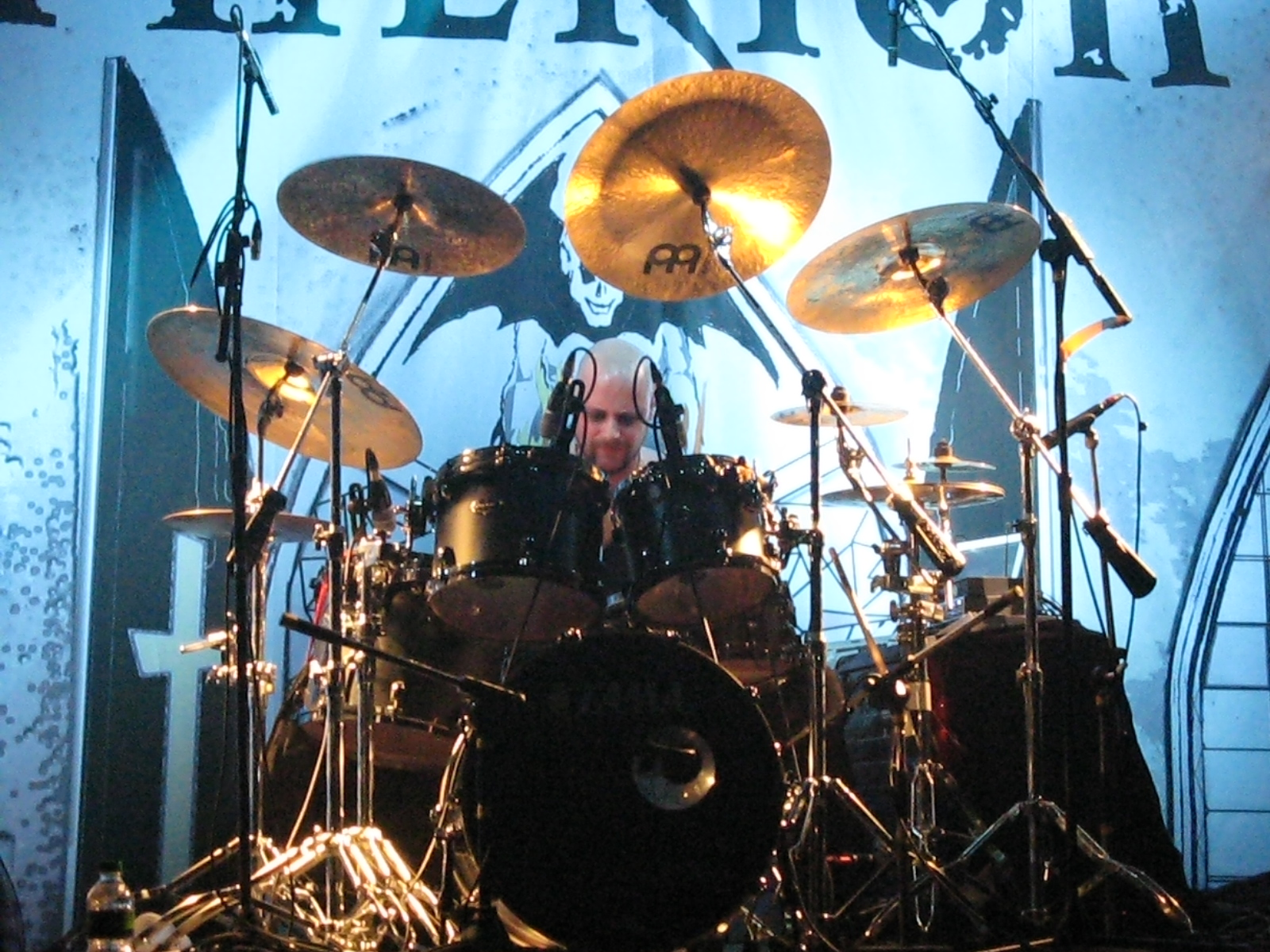
Therion podczas koncertu

Do 2004 r. zespół zgromadził nowy materiał liczący 55 piosenek, z których jednak nie wszystkie zostały w pełni ukończone. Ze względu na to, że taki materiał wystarcza na trzy studyjne albumy, zespół zdecydował wydać podwójny album, a pozostałe utwory umieścić później na ostatnim albumie trylogii. Nagrania dwóch płyt były prowadzone w Mystic Art. Prócz instrumentarium wykorzystywanego w muzyce poważnej (gitara, kontrabas, perkusja) użyto takich instrumentów jak bałałajka, mandolina czy domra. We własnym studio nagrano także główne wokale i część solowych partii operowych. Nagrania praskiej orkiestry, fortepianu, klawikordu, solowych partii operowych i 32. osobowego chóru dokonano w Pradze. Muzykę prawdziwych kościelnych organów nagrano w najstarszym kościele w Kopenhadze. W sumie, w przygotowaniu wydanego w 2004 r. podwójnego albumu Lemuria/Sirius B brało udział 171 muzyków, a nagrania trwały 9 miesięcy. Na płytach dominuje głos Piotra Wawrzeniuka i Matsa Levéna. Muzyka jest bardziej melodyjna i gitarowa niż dotychczas, występuje dużo więcej elementów heavymetalowych.
Perkusista zespołu, Evensanda, równolegle występował w zespole Soilwork, co wywołało konflikt terminów koncertów obydwu zespołów. Z tego powodu zdecydował się on ostatecznie na pozostanie w Soilwork. W 2004 r. nowym perkusistą Theriona został Petter Karlsson, który razem z zespołem odbył trasę koncertową promującą album Lemuria/Sirius B.
18 lipca 2005 r. wydany został album Atlantis Lucid Dreaming. Jak sama nazwa wskazuje, jest to połączenie utworów z płyt A’arab Zaraq – Lucid Dreaming i Crowning of Atlantis. 21 marca 2006 roku Christopher ogłosił, że występ na ProgPower Festival 2006 w Wielkiej Brytanii będzie ostatnim na którym będzie śpiewał.

### 2006–2008
20 kwietnia 2006 ogłoszona została nowa trasa Theriona na rok 2007. Zespół był supportowany przez Grave Digger i Sabaton. 5 maja 2006 wydane zostało DVD Celebrators of Becoming. 15 sierpnia 2006 Christopher Johnsson ogłosił wydanie albumu kończącego trylogię Lemuria/Sirius B. Jego tytuł Gothic Kabbalah został podany do wiadomości 19 października 2006. Płyta została wydana 16 stycznia 2007. Tematem płyty jest mitologia grecka, gotycka kabała i mit Lwa Północy.
18 października 2006 ogłoszono, że 9 grudnia Therion zagra w Bukareszcie wraz z orkiestrą symfoniczną. Gościem specjalnym był Uli John Roth. Ukazała się DVD z tego koncertu. W 2008 wydano na DVD koncert, który zespół zagrał 14 lutego 2007 w Warszawie. Wydanie kolejnego albumu – Sitra Ahra – było planowane na 17 września 2010.

## Dyskografia

### Albumy studyjne
| 1990                           | Time Shall Tell (EP) - Data: 1990 - Wydawca: House of Kicks                      | –  | –  | –  | –  | –  | –  | –  | –  | –  | –  | –   | –  |
| 1991                           | Of Darkness... - Data: 11 lutego 1991 - Wydawca: Deaf Records                    | –  | –  | –  | –  | –  | –  | –  | –  | –  | –  | –   | –  |
| 1992                           | Beyond Sanctorum - Data: 13 stycznia 1992 - Wydawca: Active Records              | –  | –  | –  | –  | –  | –  | –  | –  | –  | –  | –   | –  |
| 1993                           | Symphony Masses: Ho Drakon Ho Megas - Data: 12 kwietnia 1993 - Wydawca: Megarock | –  | –  | –  | –  | –  | –  | –  | –  | –  | –  | –   | –  |
| 1995                           | Lepaca Kliffoth - Data: 7 kwietnia 1995 - Wydawca: Nuclear Blast                 | –  | –  | –  | –  | –  | –  | –  | –  | –  | –  | –   | –  |
| 1996                           | Theli - Data: 9 sierpnia 1996 - Wydawca: Nuclear Blast                           | –  | –  | –  | –  | –  | –  | –  | –  | –  | –  | –   | –  |
| 1998                           | Vovin - Data: 4 maja 1998 - Wydawca: Nuclear Blast                               | –  | 46 | 48 | –  | –  | –  | –  | –  | –  | –  | –   | –  |
| 1999                           | Crowning of Atlantis (EP) - Data: 7 czerwca 1999 - Wydawca: Nuclear Blast        | –  | 87 | –  | –  | –  | –  | –  | –  | –  | –  | –   | –  |
| 2000                           | Deggial - Data: 31 stycznia 2000 - Wydawca: Nuclear Blast                        | –  | 43 | –  | –  | –  | –  | –  | –  | –  | –  | –   | –  |
| 2001                           | Secret of the Runes - Data: 8 października 2001 - Wydawca: Nuclear Blast         | –  | 74 | –  | –  | –  | –  | –  | –  | –  | –  | –   | 38 |
| 2004                           | Lemuria - Data: 24 maja 2004 - Wydawca: Nuclear Blast                            | –  | 63 | –  | –  | –  | –  | 89 | 76 | 34 | –  | 197 | 43 |
| 2004                           | Sirius B - Data: 24 maja 2004 - Wydawca: Nuclear Blast                           | –  | 63 | –  | –  | –  | –  | 89 | –  | 34 | –  | –   | 43 |
| 2007                           | Gothic Kabbalah - Data: 12 stycznia 2007 - Wydawca: Nuclear Blast                | 26 | 59 | –  | 73 | 58 | –  | 85 | 55 | –  | –  | 234 | 21 |
| 2010                           | Sitra Ahra - Data: 17 września 2010 - Wydawca: Nuclear Blast                     | –  | 73 | 75 | –  | 51 | 97 | –  | 95 | 5  | 44 | –   | –  |
| 2012                           | Les Fleurs du Mal - Data: 28 sierpnia 2012 - Wydawca: End of the Light           | –  | –  | –  | –  | –  | –  | –  | –  | –  | –  | –   | –  |
| 2018                           | Beloved Antichrist - Data: 9 lutego 2018 - Wydawca: Nuclear Blast                | –  | –  | –  | –  | –  | –  | –  | –  | –  | –  | –   | –  |
| 2021                           | Leviathan - Data: 22 stycznia 2021 - Wydawca: Nuclear Blast                      | –  | –  | –  | –  | –  | –  | –  | –  | –  | –  | –   | –  |
| 2022                           | Leviathan II - Data: 28 października 2022 - Wydawca: Nuclear Blast               | –  | –  | –  | –  | –  | –  | –  | –  | –  | –  | –   | –  |
| 2023                           | Leviathan III - Data: 15 grudnia 2023 - Wydawca: Napalm Records                  | –  | –  | –  | –  | –  | –  | –  | –  | –  | –  | –   | –  |
| „—” pozycja nie była notowana. |                                                                                  |    |    |    |    |    |    |    |    |    |    |     |    |

### Albumy koncertowe
| 2002                           | Live in Midgård - Data: 30 września 2002 - Wydawca: Nuclear Blast - Format: 2 CD          | –  | –   | –  | –  |
| 2006                           | Celebrators of Becoming - Data: 5 maja 2006 - Wydawca: Nuclear Blast - Format: 4 DVD+ 2CD | –  | –   | –  | 20 |
| 2008                           | Live Gothic - Data: 5 lipca 2008 - Wydawca: Nuclear Blast - Format: 2 CD, 2 DVD           | 99 | –   | 98 | –  |
| 2009                           | The Miskolc Experience - Data: 8 czerwca 2009 - Wydawca: Nuclear Blast - Format: 2 CD     | –  | 108 | –  | 37 |
| „—” pozycja nie była notowana. |                                                                                           |    |     |    |    |

### Kompilacje
| 1997                           | A’arab Zaraq – Lucid Dreaming - Data: 16 maja 1997 - Wydawca: Nuclear Blast                       | 98 |
| 2000                           | The Early Chapters of Revelation - Data: 27 listopada 2000 - Wydawca: Nuclear Blast - Format: BOX | –  |
| 2001                           | Bells of Doom - Data: 31 października 2001 - Wydawca: Therion Fan Club                            | –  |
| 2005                           | Atlantis Lucid Dreaming - Data: 18 lipca 2005 - Wydawca: Nuclear Blast                            | –  |
| „—” pozycja nie była notowana. |                                                                                                   |    |

### Inne
| Rok  | Tytuł |
| ---- | --- |
| 1989 | Paroxysmal Holocaust (demo) - Data: 17 kwietnia 1989 - Wydawca: brak (wydanie własne)                          |
| 1989 | Beyond the Darkest Veils of Inner Wickedness (demo) - Data: 20 listopada 1989 - Wydawca: brak (wydanie własne) |
| 1990 | Rehearsal (demo) - Data: 1990 - Wydawca: brak (wydanie własne)                                                 |
| 1995 | „The Beauty in Black” (singel) - Data: 1995 - Wydawca: Nuclear Blast                                           |
| 1996 | „The Siren of the Woods” (singel) - Data: 24 czerwca 1996 - Wydawca: Nuclear Blast                             |
| 1998 | „Eye of Shiva” (singel) - Data: 1998 - Wydawca: Nuclear Blast                                                  |
| 2006 | „Wand of Abaris” (singel) - Data: 15 grudnia 2006 - Wydawca: Nuclear Blast                                     |
| 2007 | „The Wand of Abaris / Path to Arcady” (singel) - Data: 2007 - Wydawca: Nuclear Blast                           |